# Euplagia quadripunctaria
Pour les articles homonymes, voir Phalène.
Écaille chinée
Espèce
Statut de conservation UICN

 LC : Préoccupation mineure
L'Écaille chinée (Euplagia quadripunctaria) est une espèce de lépidoptères (papillons) de la famille des Erebidae et de la sous-famille des Arctiinae. On la trouve en Europe et au Moyen-Orient.

## Noms vernaculaires
Euplagia quadripunctaria a pour noms vulgaires ou vernaculaires :
- en français : l'Écaille chinée[1],[2], la Callimorphe (avec risque de confusion avec Callimorpha dominula, l'Écaille marbrée), la Callimorphe chinée[3], la Phalène chinée[4] ;
- en anglais : Jersey Tiger[5] ;
- en allemand : Spanische Fahne, Russischer Bär ou Römerzahl[5] ;
- en espagnol : Calimorfa[5].
- En néerlandais : Spaanse Vlag

## Description

### Papillon
L'imago présente une forme triangulaire au repos, ses ailes antérieures cachant les postérieures. Les ailes antérieures sont noires, zébrées de bandes blanches obliques. Au repos, elles recouvrent les ailes postérieures d'une vive couleur orange à rouge, avec des taches noires irrégulières, difficiles à percevoir en vol. Il existe une mutation jaune. Il n'y a pas de dimorphisme sexuel, mais les dimensions des individus peuvent varier.

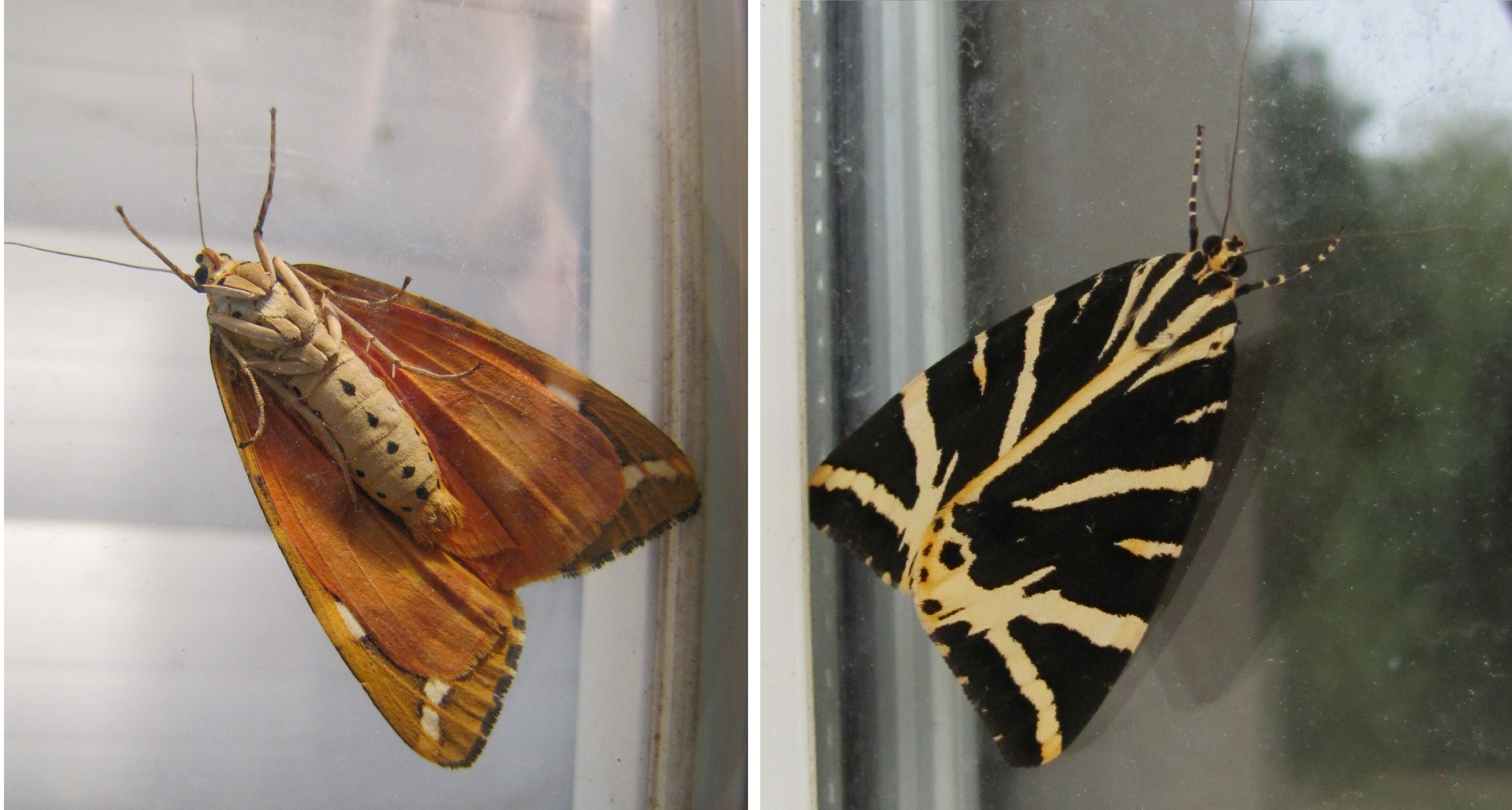
Écaille chinée sur une vitre : dessous et dessus.
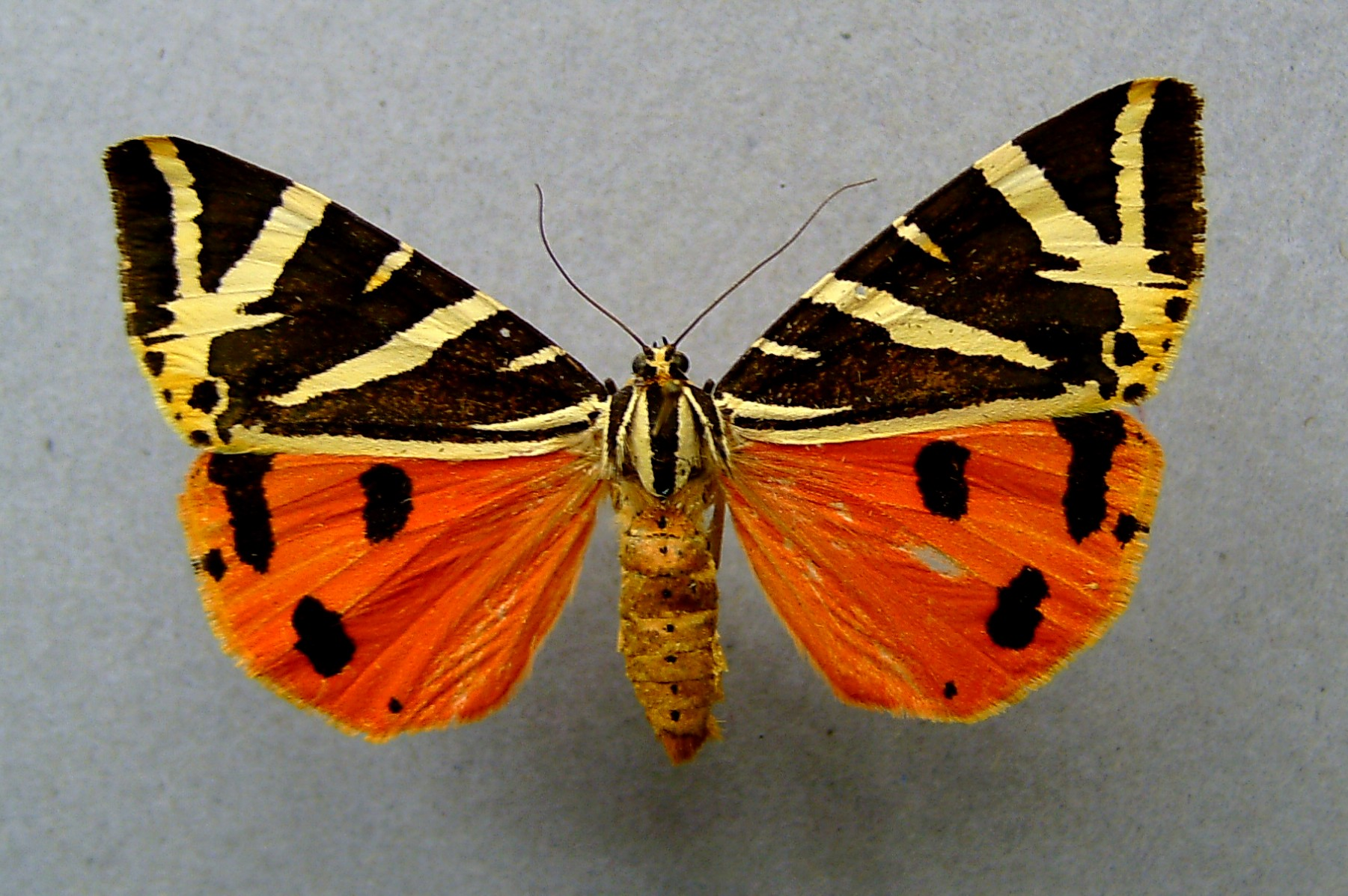
Spécimen naturalisé : face dorsale.
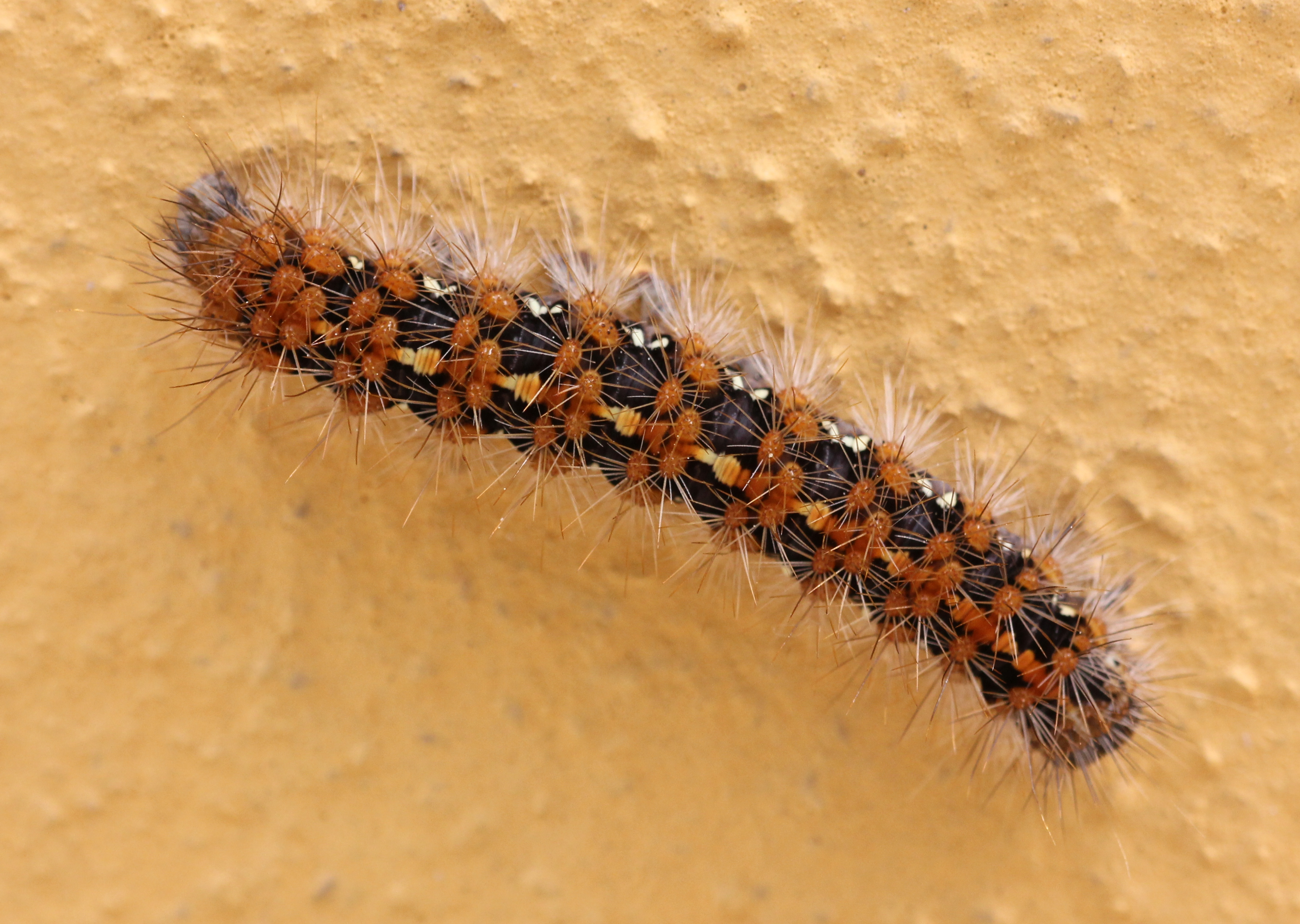
Chenille.
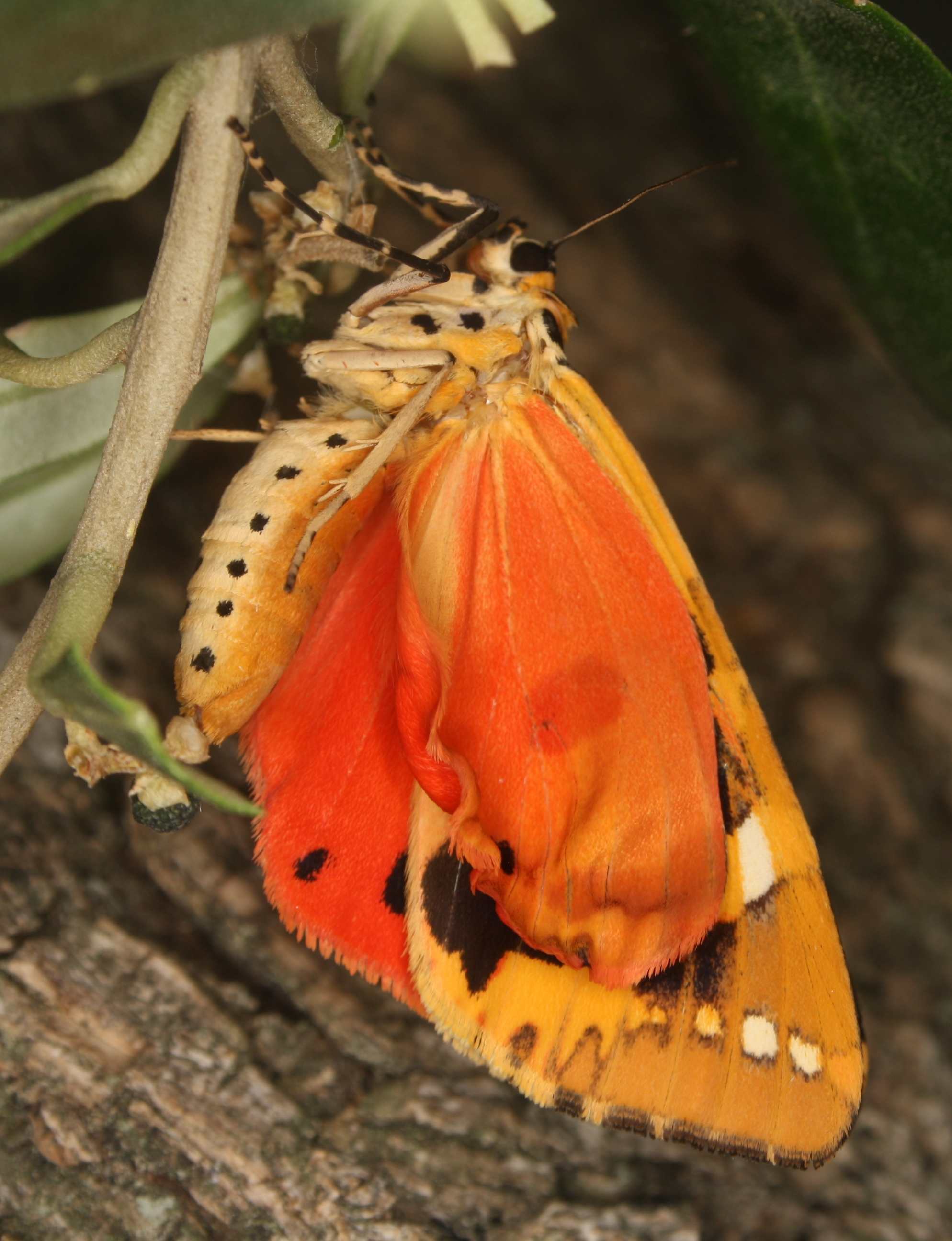
Imago tout juste sorti de sa chrysalide.

### Chenille
Les chenilles éclosent environ deux semaines après la ponte et atteignent rapidement 50 mm au maximum. Elles sont noires, velues et portent une large bande dorsale jaune et des taches latérales pâles.

### Chrysalide
La chrysalide est de couleur rouge foncé.

## Distribution et biotopes
L'Écaille chinée est présente dans la majeure partie de l'Europe (abondante localement dans l'île grecque de Rhodes), l'Ouest de la Russie, en Asie Mineure, dans le Caucase, dans le Sud du Turkménistan et en Iran. Elle est présente dans toute la France métropolitaine, y compris en Corse.
C'est un papillon des bois clairs et des broussailles, qui vole aussi bien le jour que la nuit.

## Biologie

### Phénologie
L'espèce est univoltine, et les papillons de l'unique génération annuelle volent de début juillet à septembre.
Les œufs sont pondus en août à la surface des feuilles des plantes nourricières et les jeunes chenilles passent l'hiver dans la végétation basse pour recommencer à s'alimenter au printemps. La nymphose a lieu à la mi-mai environ.

### Plantes nourricières
Les plantes hôtes de la chenille sont des Urtica (Ortie dioïque), Lamium (Lamiers), Epilobium (Épilobes), la Sauge des prés mais aussi des plantes ligneuses des genres Rubus, (comme le Framboisier), Corylus (Noisetier), Lonicera (Chèvrefeuille des haies), etc.
Le papillon se nourrit du nectar de fleurs présentes dans les milieux anthropiques et les friches sèches, telles que les chardons, les cirses, les centaurées, l'origan commun, l'eupatoire chanvrine.

### Migrations
C'est une espèce reconnue migratrice. En Angleterre, elle a été observée en tant que migratrice 15 années sur 19 (étude faite de 1982 à 2005).

## Systématique
L'espèce actuellement appelée Euplagia quadripunctaria a été décrite pour la première fois en 1761 par le naturaliste autrichien Nicolaus Poda von Neuhaus, sous le nom initial de Phalaena quadripunctaria,.

### Synonymie
- Phalaena (Noctua) quadripunctaria Poda, 1761 — protonyme
- Phalaena hera Linnaeus, 1767[10]
- Noctua tripunctaria Walker, 1855[11]
- Callimorpha venus Prittwitz, 1867[12]
- Callimorpha hera saturnina Oberthür, 1896[13]
- Panaxia quadripunctaria (Poda, 1761)
- Callimorpha quadripunctaria (Poda, 1761)

### Sous-espèces
On distingue plusieurs sous-espèces :
- Euplagia quadripunctaria quadripunctaria (Poda, 1761) — en Europe et dans le Caucase.
- Euplagia quadripunctaria fulgida (Oberthür, 1896) — en Grèce, en Turquie, et au Moyen-Orient.
- Euplagia quadripunctaria rhodosensis (Daniel, 1953) — à Rhodes.
- Euplagia quadripunctaria ingridae (Roesler, 1968) — dans l'Ouest de la Turquie.

## L'Écaille chinée et l'Homme

### Statut de protection
L'espèce est inscrite à l'annexe II de la directive habitat de la communauté européenne du 21 mai 1992,.
Elle n'est pas protégée en France et dans d'autres pays d'Europe.

### Changement climatique
Sous l'effet du changement climatique et de la hausse des températures, l'espèce se déplace de plus en plus vers le Nord de l'Angleterre. 

### L'Écaille chinée dans les arts
Une Écaille chinée est représentée sur la jambe droite de Vénus du tableau Vénus, Mars et Cupidon du peintre Piero di Cosimo, vers 1490.

### Philatélie

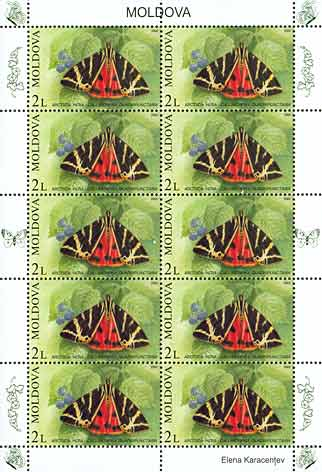
Une planche de timbres de Moldavie de deux lei de valeur faciale.

Ce papillon figure sur un timbre-poste de l'île de Jersey de 1991 (valeur faciale : 20 p.), sur un timbre moldave de 2003 (2 L), et sur un timbre allemand de 2005 (55+25 eurocent).